# Linyphia subluteae
Linyphia subluteae är en spindelart som beskrevs av Arthur Urquhart 1893. Linyphia subluteae ingår i släktet Linyphia och familjen täckvävarspindlar.
Artens utbredningsområde är Tasmanien. Inga underarter finns listade i Catalogue of Life.